# Miss República Dominicana 2023
Miss República Dominicana 2023 fue la 65.ª edición de Miss República Dominicana. Se llevó a cabo el 3 de septiembre de 2023 en el Salón de Eventos Sambil, Santo Domingo, República Dominicana. 24 candidatas compitieron por el título. Andreína Martínez, Miss República Dominicana 2021, coronó a su sucesora, Mariana Downing de Sánchez Ramírez al final del evento. La ganadora del concurso representará al país en Miss Universo 2023. Miss Internacional Dominicana y Reina Hispanoamericana Dominicana también fueron coronadas al finalizar, tomando en cuenta que no estuvieran casada ni con hijos, por lo tanto se coronaron al terminar el concurso.
Una novedad importante en el concurso de este año, es que pudieron participar tanto mujeres casadas, como madres, habiendo varias candidatas incluso en la edición de este año. Hubo un Top 15, Top 10, y 5, de ahí salió la ganadora de la noche que será la representante de República Dominicana al Miss Universe 2023, Miss Internacional Dominicana irá al Miss Internacional 2023, y Reina Hispanoamérica Dominicana irá a Reina Hispanoamericana 2023 y el resto de las finalistas, serán designadas a Miss Intercontinental y Miss Continentes Unidos 2023.

## Resultados
| Posiciones                      | Candidata |
| ------------------------------- | --- |
| Miss República Dominicana 2023  | - Sánchez Ramírez - Mariana Dówning |
| Miss Internacional Dominicana   | - La Vega - Yamilex Hernández |
| Reina Hispanoamérica Dominicana | - Santo Domingo de Guzmán - Melissa Domínguez |
| 1.a Finalista                   | - Distrito Nacional - Eoanna Constanza |
| 2.a Finalista                   | - Santiago - Chantal Sílliman |
| Top 10                          | - Barahona - Heidy Rosado - Com. Dom. En Estados Unidos - Celinda Ortega - Com. Dom. En Puerto Rico - Leonela González - La Romana - Yuli Mercedes - San Cristóbal - Amelia Ramírez |
| Top 15                          | - Azua - Francheska Pujols - Com. Dom. En Italia - Melany Bergaglio - Duarte - María Celeste Vargas - Hermanas Mirabal - Crissel Tejada - San José de las Matas - Lisbeth Pimentel  |

### Designaciones
En una ceremonia separada después de la coronación, se designaron dos finalistas para representar a República Dominicana en los siguientes concursos:
| Título                                 | Candidata                                     |
| -------------------------------------- | --------------------------------------------- |
| Miss Internacional Dominicana 2023     | - La Vega - Yamilex Hernández                 |
| Reina Hispanoamericana Dominicana 2023 | - Santo Domingo de Guzmán - Melissa Domínguez |

### Premios especiales
| Premio Especial                                                                               | Candidata                        |
| --------------------------------------------------------------------------------------------- | -------------------------------- |
| Mejor Cuerpo (votado por un panel de la organización de Miss República Dominicana)            | - San Cristóbal - Amelia Ramírez |
| Mejor Prueba de Talento (votado por un panel de la organización de Miss República Dominicana) | - Peravia - Madeline Mejía       |
| Miss Superación (votado por la organización de Miss República Dominicana)                     | - Salcedo - Indiana Abreu        |
| Miss Fotogénica (votado por el fotógrafo oficial del certamen)                                | - Azua - Francheska Pujols       |
| Miss Comunicación (votado por la organización de Miss República Dominicana)                   | - Barahona - Heidy Rosado        |

## Candidatas
24 candidatas participaron en el certamen:
| Representación                   | Candidata                            | Edad | Altura          | Ciudad de residencia       |
| -------------------------------- | ------------------------------------ | ---- | --------------- | -------------------------- |
| Azua                             | Francheska Pujols Montés de Oca      | 22   | 1,75 m (5′ 9″)  | Azua de Compostela         |
| Bahoruco                         | Kiara Jáquez de Paula                | 21   | 1,72 m (5′ 8″)  | Neiba                      |
| Barahona                         | Heidy Rosado Alcántara               | 27   | 1,84 m (6′ 0″)  | Santa Cruz de Barahona     |
| Comunidad Dom. En Italia         | Melany Bergalio Pimentel             | 25   | 1,80 m (5′ 11″) | Venecia                    |
| Comunidad Dom. En Estados Unidos | Celinda Ortega Rodríguez             | 21   | 1,75 m (5′ 9″)  | Nueva York                 |
| Comunidad Dom. En Puerto Rico    | Leonela Altagracia de Jesús González | 23   | 1,80 m (5′ 11″) | Dorado                     |
| Distrito Nacional                | Eoanna Elaynna Constanza Santana     | 24   | 1,80 m (5′ 11″) | Santo Domingo de Guzmán    |
| Duarte                           | María Celeste Vargas Medina          | 23   | 1,66 m (5′ 5″)  | San Francisco de Macorís   |
| Hermanas Mirabal                 | Crissel Tejada Rosario               | 26   | 1,85 m (6′ 1″)  | Villa Tapia                |
| La Romana                        | Julie del Carmen Mercedes Peña       | 21   | 1,79 m (5′ 10″) | La Romana                  |
| La Vega                          | Yamilex Hernández del Orbe           | 23   | 1,84 m (6′ 0″)  | Concepción de La Vega      |
| Monte Plata                      | María Peña Avelino                   | 21   | 1,68 m (5′ 6″)  | Sabana Grande de Boyá      |
| Peravia                          | Madeline Mejía Hazim                 | 26   | 1,78 m (5′ 10″) | Baní                       |
| Punta Cana                       | Anna Lourdes Monter García           | 24   | 1,83 m (6′ 0″)  | Punta Cana                 |
| Salcedo                          | Indiana Abreu de Moya                | 21   | 1,78 m (5′ 10″) | Moca                       |
| Samaná                           | Rosaura Lorena Madera del Cid        | 18   | 1,76 m (5′ 9″)  | Sánchez                    |
| San Cristóbal                    | Amelia Ramírez Rodríguez             | 19   | 1,80 m (5′ 11″) | Bajos de Haina             |
| San Francisco de Macorís         | Jáily Andrea Cabreja Reynoso         | 18   | 1,82 m (6′ 0″)  | Jarabacoa                  |
| San José de las Matas            | Lisbeth Germania Pimentel Corona     | 25   | 1,78 m (5′ 10″) | Monción                    |
| San Pedro de Macorís             | Diana Alejandra Vázquez Hirujo       | 28   | 1,65 m (5′ 5″)  | San Pedro                  |
| Sánchez Ramírez                  | Mariana Isabel Dówning Abreu         | 27   | 1,85 m (6′ 1″)  | Cotuí                      |
| Santiago                         | Chantal Isabelle Sílliman Sosa       | 26   | 1,82 m (6′ 0″)  | Santiago de los Caballeros |
| Santo Domingo de Guzmán          | Melissa Arantza Domínguez Cuevas     | 27   | 1,82 m (6′ 0″)  | Santo Domingo de Guzmán    |
| Santo Domingo Oeste              | Lisbeth Arias Ravelo                 | 25   | 1,79 m (5′ 10″) | Santo Domingo Oeste        |